# Houssay (Mayenne)
 Houssay  es una localidad y comuna de Francia, en la región de País del Loira, departamento de Mayenne, en el distrito de Château-Gontier y cantón de Château-Gontier Oeste.
Su población en el censo de 1999 era de 363 habitantes.
Está integrada en la Communauté de communes du Pays de Château-Gontier.

## Demografía
| 456 | 398 | 349 | 334 | 333 | 363 |
| Para los censos de 1962 a 1999 la población legal corresponde a la población sin duplicidades (Fuente: INSEE [Consultar]) |     |     |     |     |     |